# Fish (rivière de l'Alaska)
Pour les articles homonymes, voir Fish et Fish (rivière).
La rivière Fish est une rivière au nord-ouest de l'Alaska aux États-Unis, de  47 milles (76 km) de long, située dans la région de recensement de Nome qui prend sa source dans les montagnes Bendeleben et se jette dans le Norton Sound au niveau de la ville de Golovin.
Son nom Inuit tel que noté en 1838 par Kashevarof est Ikalikhvik, ce qui veut dire lieu du poisson.

## Affluent
- Niukluk – 52 miles (84 km)